# Emotions (Mike-Singer-Album)
Emotions ist das sechste Studioalbum des deutschen Popsängers Mike Singer, das im April 2022 erschien.

## Entstehung und Veröffentlichung
Die Erstveröffentlichung von Emotions erfolgte am 14. April 2022 bei A Better Now Records. Das Album erschien in seiner Originalausführung als CD, Download und Streaming mit 13 Titeln (Katalognummer: 060243888668).
Geschrieben und produziert wurden die Lieder von verschiedenen, wechselnden Komponisten und Liedtextern; Singer selbst war beim Schreibprozess von zehn Liedern beteiligt. Mit Forever Young (Alphaville) und Verdammt, ich lieb’ Dich (Matthias Reim) enthält es zwei Coverversion.

## Titelliste
| Nr. | Titel                                                     | Autor(en) | Produzent(en)                                                                        | Länge |
| --- | --------------------------------------------------------- | --- | ------------------------------------------------------------------------------------ | ----- |
| 1.  | Tanzen ohne Beat (Madizin Mix)                            | Colin Hay, Ron Strykert, Dave Roth, Pat Benzner, Florian Buba, Lukas Loules, Mike Singer, Tolga Sayan Yildrim    | Madizin, Lukas Lulou Loules                                                          | 2:26  |
| 2.  | Bonjour ca va                                             | Beatgees, Sebastian Moser, Mike Singer, El B                                                                     | Beatgees                                                                             | 2:14  |
| 3.  | Lass mich los (feat. Kayef)                               | Sebastian Moser, Jules Kalmbacher, Jens Schneider, Mike Singer, Kai Fichtner, Yannick Steffen                    | Jules Kalmbacher, Jens Schneider                                                     | 2:27  |
| 4.  | Blind oder taub                                           | Mike Singer | Jules Kalmbacher, Mike Singer                                                        | 2:14  |
| 5.  | Verdammt, ich lieb’ Dich (Coverversion von Matthias Reim) | Bernd Dietrich, Matthias Reim                                                                                    | Juh-Dee, Young Mesh, Frio                                                            | 2:56  |
| 6.  | Warum bist du so (feat. Dardan)                           | Menju, Mike Singer, Dardan Mushkolaj, Julian Töws                                                                | Menju                                                                                | 2:42  |
| 7.  | Emotions In Dessous                                       | Mike Singer | Ersonic                                                                              | 3:01  |
| 8.  | Wie viel Lügen (feat. Fourty)                             | Chekaa, Mike Singer, Fourty                                                                                      | Chekaa                                                                               | 2:16  |
| 9.  | Forever Young (Coverversion von Alphaville)               | Bernhard Lloyd, Marian Gold, Frank Mertens                                                                       | Hubertus Dahlem, Mike Singer, Robin Kallenberger, Hannes Porombka, El B, Aras Zamani | 2:15  |
| 10. | Fehler (feat. Monet192)                                   | Maximilian Grimmer, Karim Russo, Marco Tscheschlok, Wilfried Tamba                                               | Maxe                                                                                 | 2:07  |
| 11. | Als ob du mich liebst (feat. Vanessa Mai)                 | Samuel Harfst, Jules Kalmbacher, Jens Schneider, Mike Singer, Vanessa Mai, El B, Joshua Harfst, Ossama El Bourno | Jules Kalmbacher, Jens Schneider                                                     | 2:21  |
| 12. | Parkbank                                                  | Peter Stanowsky, Mike Singer, Jannik Brunke, Moritz Pirker                                                       | Jules Kalmbacher, Jens Schneider, Jannik Brunke                                      | 2:36  |
| 13. | Licht                                                     | Mike Singer, Kevin Gradito, Ramon Pfanner, Ersin Abdulov                                                         | Ersonic                                                                              | 2:44  |

## Singleauskopplungen

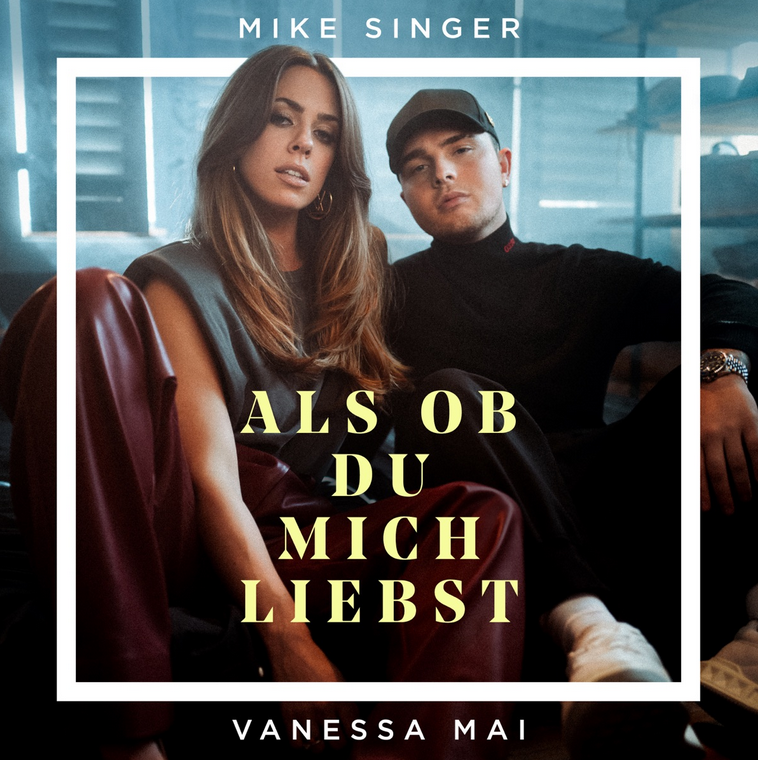
Frontcover zu Als ob du mich liebst.

| Jahr | Titel                          | Höchstplatzierung, Gesamtwochen, AuszeichnungChartplatzierungen (Jahr, Titel, , Platzierungen, Wochen, Auszeichnungen, Anmerkungen) | Höchstplatzierung, Gesamtwochen, AuszeichnungChartplatzierungen (Jahr, Titel, , Platzierungen, Wochen, Auszeichnungen, Anmerkungen) | Höchstplatzierung, Gesamtwochen, AuszeichnungChartplatzierungen (Jahr, Titel, , Platzierungen, Wochen, Auszeichnungen, Anmerkungen) | Anmerkungen                                                   |
| Jahr | Titel                          | DE | AT | CH | Anmerkungen                                                   |
| ---- | ------------------------------ | --- | --- | --- | ------------------------------------------------------------- |
| 2021 | Verdammt, ich lieb’ Dich       | DE28 (12 Wo.)DE | AT51 (7 Wo.)AT | CH100 (1 Wo.)CH | Erstveröffentlichung: 29. Januar 2021 Original: Matthias Reim |
| 2021 | Forever Young                  | DE— aDE | — | — | Erstveröffentlichung: 29. Januar 2021 Original: Alphaville    |
| 2021 | Bonjour ca va                  | DE— bDE | — | — | Erstveröffentlichung: 22. Oktober 2021                        |
| 2021 | Als ob du mich liebst          | DE— cDE | — | — | Erstveröffentlichung: 26. November 2021 mit Vanessa Mai       |
| 2022 | Lass mich los                  | DE75 (1 Wo.)DE | — | — | Erstveröffentlichung: 7. Januar 2022 feat. Kayef              |
| 2022 | Fehler                         | DE75 (1 Wo.)DE | — | — | Erstveröffentlichung: 4. März 2022 feat. Monet192             |
| 2022 | Tanzen ohne Beat (Madizin Mix) | — | — | — | Erstveröffentlichung: 25. März 2022                           |
| 2022 | Warum bist du so               | DE60 (1 Wo.)DE | — | — | Erstveröffentlichung: 13. April 2022 feat. Dardan             |

## Rezensionen
Jakob Hertl von laut.de schrieb zusammenfassend: „[…] Musikalisch hat er mit Emotions aber wie gewohnt bis zu den Schultern ins Klo gegriffen.“

## Chartplatzierungen
Emotions avancierte für Singer zum vierten Nummer-eins-Album sowie zum fünften Chart- und Top-10-Album in Deutschland.
| ChartsChartplatzierungen | Höchstplatzierung | Wochen |
| ------------------------ | ----------------- | ------ |
| Deutschland (GfK)        | 1 (2 Wo.)         | 2      |